# Wolfgang Hinze (Ingenieur)

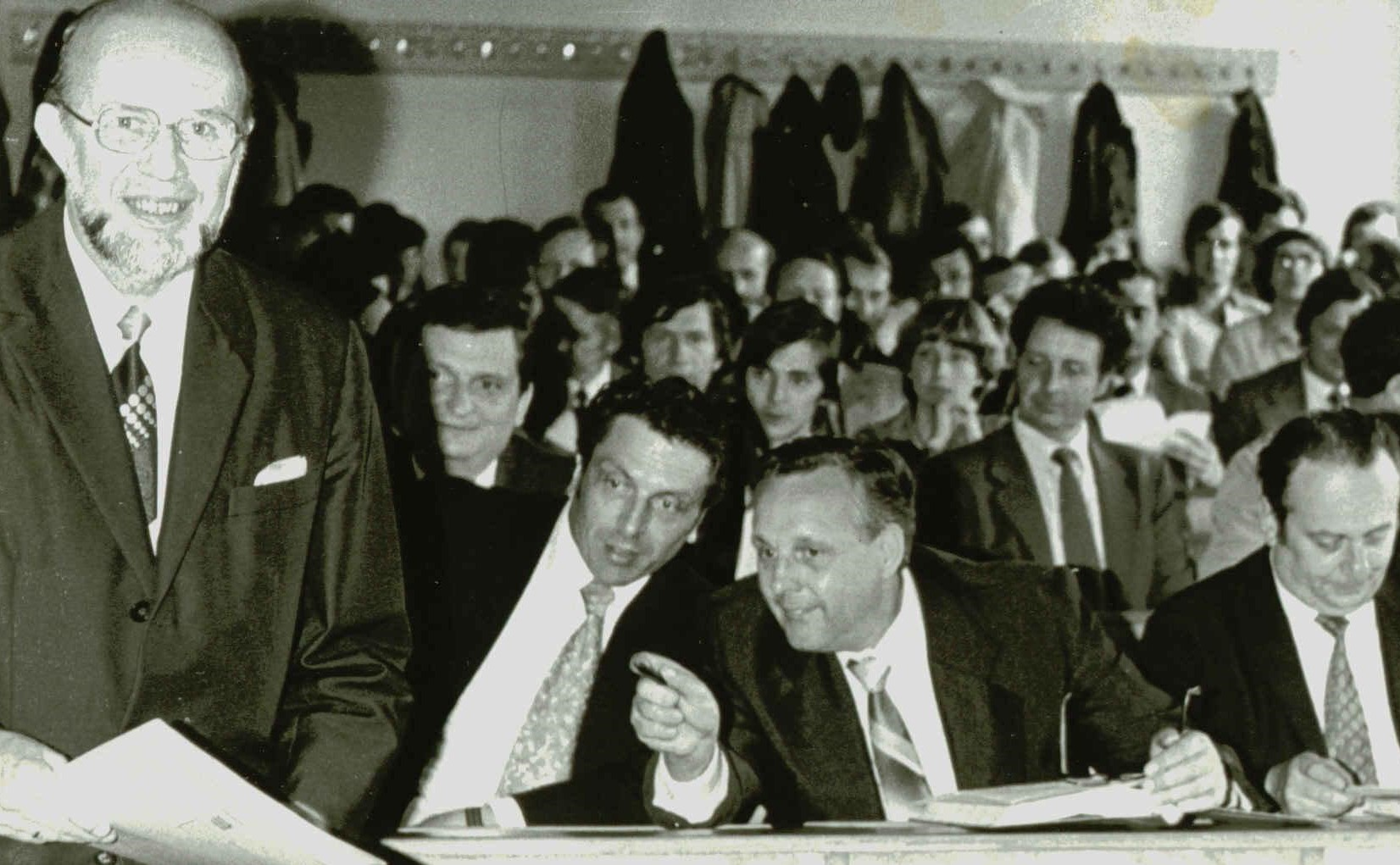
Wolfgang Hinze, Werner Kriesel, Heinz Töpfer, Siegfried Rudert, von links (TH Magdeburg: Promotionsverteidigung Eckehard Reimann, 2. Reihe links, 1980)

Wolfgang Hinze (* 23. Juni 1921 in Dresden; † 3. April 1988 in Magdeburg) war ein deutscher Maschinenbauingenieur und Professor für Kolbenmaschinen. Zudem war er Gründungsdirektor des Instituts für Kolbenmaschinen, Dekan der Fakultät Chemie und Energie sowie Gründungsdirektor der Sektion Dieselmotoren, Pumpen und Verdichter an der Technischen Hochschule Otto-von-Guericke Magdeburg.

## Leben und Wirken
Wolfgang Franz Leopold Hinze wurde als Sohn eines Studienrates geboren und legte sein Abitur 1939 am Gymnasium zum Heiligen Kreuz (Kreuzschule) in Dresden ab. Nach einer halbjährigen Arbeitsdienstzeit sowie einer halbjährigen Praktikantentätigkeit bei der Zigarettenmaschinenfabrik Universelle Dresden begann Hinze im zweiten Trimester 1940 das Studium des Maschinenbaues an der TH Dresden. 1941 wurde er von der Wehrmacht zum Kriegsdienst eingezogen und 1943 als Schwerkriegsbeschädigter entlassen. Er setzte daraufhin sein Studium fort und schloss dieses 1946 als Diplom-Ingenieur ab. Noch während seines Studiums im Mai 1945 stellte sich Hinze zum freiwilligen und unentgeltlichen Wiederaufbau der TH Dresden zur Verfügung, und er versah bis 1946 die Assistentengeschäfte im dortigen Institut für Strömungsmaschinen.
In einer anschließenden Industrietätigkeit (1946–1948) im Dresdener Ingenieurbüro von F. E. Mittag arbeitete Hinze an der Entwicklung und am Bau von Klein-Wasserturbinen. Er nahm 1948 eine Tätigkeit als wissenschaftlicher Assistent und später als Oberassistent an der TH Dresden am Institut für Verbrennungskraftmaschinen auf (bis 1952 der einzige Assistent). In dieser Zeit bezog sich sein Aufgabengebiet auf den Wiederaufbau des Lehr- und Übungsbetriebes sowie des Versuchswesens. Außerdem arbeitete er an seiner Dissertation.
1955 promovierte Hinze zum Doktor-Ingenieur an der TH Dresden. 1956 wurde er mit der Wahrnehmung einer Professur an der Hochschule für Schwermaschinenbau Magdeburg mit dem Ziel beauftragt, ein Institut für Kolbenmaschinen zu gründen, aufzubauen und zu leiten. Trotz großer Anfangsschwierigkeiten gelang es ihm, dem Institut sowohl auf dem Gebiet der Lehre als auch der Forschung ein Profil zu geben. Seine wissenschaftlichen Ergebnisse dieser Zeit legte er in einer Schrift nieder und habilitierte sich hiermit 1962 zum Dr.-Ing. habil. an der TU Dresden.
1963 erfolgte seine Ernennung zum Fachrichtungsleiter der neu gebildeten Fachrichtung Kraft- und Arbeitsmaschinen. Weiterhin wurde er 1964 als Dekan der neu gegründeten Fakultät für Chemie und Energie berufen und 1968 als Gründungsdirektor der Sektion Dieselmotoren, Pumpen und Verdichter eingesetzt. 
Die Lehrtätigkeit von Hinze umfasste die Gebiete Thermodynamik, Kolbenmaschinen und Verbrennungsmotoren, wobei ihm durch die Studenten eine klare Darstellungsart und ein pädagogisches Geschick nachgesagt wurde.
In seiner Forschungstätigkeit war Hinze auch bestrebt, die zeitgemäßen Methoden der Mess- und Regelungstechnik für die Spezifik der Verbrennungsmaschinen einzubeziehen. Hierzu entstand eine interdisziplinäre Kooperation zur Professur von Siegfried Rudert in der Sektion Technische Kybernetik und Elektrotechnik, dessen Forschungsschwerpunkte in den Bereichen Modellierung und Regelung von Dieselmotoren sowie Prozessanalyse für Regelstrecken lagen.
Hinze arbeitete überregional im Zentralen Arbeitskreis (ZAK) „Verbrennungsmotoren“ und nach dessen Auflösung 1967 im Wissenschaftlich-Technischen Beirat „Dieselmotoren“ mit. Er wurde 1968 als Verdienter Techniker des Volkes ausgezeichnet. 1986 trat er altersbedingt in den Ruhestand.

## Publikationen (Auswahl)
- Verfahren zur thermodynamischen Auswertung von Prüfstandsergebnissen untersuchter Verbrennungsmotoren. Dissertation, TH Dresden, Fakultät für Maschinenwesen, Dresden 1955.
- Zum Einfluss der Wärmeverluste auf den Wirkungsgrad von Dieselmotoren. Habilitationsschrift, TU Dresden, Fakultät für Maschinenwesen, Dresden 1962.
- Zum Einfluss der Wärmeverluste auf den Wirkungsgrad von Dieselmotoren. Akademie-Verlag,  Berlin 1963.